# Энергетическое машиностроение
Энергетическое машиностроение — отрасль машиностроения по производству энергетического оборудования — промышленного оборудования для генерации и передачи электрической энергии. Отрасль занимается производством первичных двигателей и связанных с ними аппаратов и устройств для выработки различных энергоносителей (водяного пара, газа и др.), являющихся рабочими телами тепловых двигателей
Основная продукция энергетического машиностроения — оборудование промышленной и коммунальной энергетики: 
паровые, гидравлические и газовые турбины;
оборудование для атомных (см. Атомная промышленность) и геотермальных электростанций — электрические генераторы, силовые трансформаторы, парогазотурбинные установки (ПГТУ), двигатели внутреннего сгорания (кроме автомобильных, самолетных, тракторных, локомотивных, которые выпускаются соответствующими отраслями промышленности), локомобили, газотурбинные компрессоры и нагнетатели, парогенераторы, паровые котлы, тягодутьевые машины и пр. 

Отрасль также производит автоматические устройства, регулирующие процессы горения топлива и питание котлов, подачу газа в газовые турбины, давление в паровых магистралях, температуру перегретого пара, число оборотов турбоагрегатов и т. п.
С точки зрения конструктивных особенностей энергооборудования энергетическое машиностроение состоит из производства машин и теплообменной аппаратуры. 
Производство машин, в свою очередь, подразделяется на изготовление двигателей лопаточного (паровые, гидравлические и газовые турбины) и поршневого типа (двигатели внутреннего сгорания, локомобили).

## В мире
В США: General Electric, Westinghouse Electric и пр.
В Европе: Siemens, ABB и пр.

### Россия
В России крупнейшими центрами энергетического машиностроения являются Санкт-Петербург и Ленинградская область («Невский завод», завод «Электросила», Ленинградский металлический завод, Завод турбинных лопаток, Ижорский завод), 
также Москва и Московская область (ЗиО-Подольск).
Атомное машиностроение: см. Атомная промышленность России. 